# Sao Phòng

Bản đồ sao Phòng

Sao Phòng hay Phòng Tú (Chữ Hán: 房宿) hoặc Phòng Nhật Miêu (房日猫) là một trong 28 chòm sao tức Nhị thập bát tú theo cách chia của thiên văn học cổ đại Trung Quốc. Sao Phòng thuộc vào nhóm sao phương Đông ứng với Thanh Long trong Tứ tượng.

## Vị trí
Sao Phòng (chỉ 4 sao mang tên Phòng trong chòm) nằm về phía nam Xích đạo trời khoảng 20 đến 30 độ, trên góc giờ 16h. Nó là phần đầu của chòm Thiên Hạt theo thiên văn phương Tây, nó cùng với sao Tâm (chỉ 3 sao mang tên Tâm trong chòm sao Tâm Tú) được dân gian quen gọi là mũ Thần Nông.

## Các sao
| Tên Hán-Việt | Chữ Hán | Chòm sao phương Tây  | Số sao |
| ------------ | ------- | -------------------- | ------ |
| Phòng        | 房      | Thiên Yết            | 4      |
| Câu Kiềm     | 鉤鈐    | Thiên Yết            | 4      |
| Kiện Bế      | 鍵閉    | Thiên Yết            | 1      |
| Phạt         | 罰      | Thiên Yết/Thiên Bình | 3      |
| Đông Hàm     | 東咸    | Xà Phu               | 4      |
| Tây Hàm      | 西咸    | Thiên Yết/Thiên Bình | 4      |
| Nhật         | 日      | Thiên Bình           | 1      |
| Tụng Quan    | 從官    | Sài Lang             | 2      |